# Ambulyx suluensis
Ambulyx suluensis es una especie de polilla de la familia Sphingidae. Vuela en las islas Filipinas, archipiélago Sulu, grupo Tawitawi, Isla Bongao, Monte Kabugan, 150 m.